# Васюткино (Вологодская область)
Васюткино — деревня в Усть-Кубинском районе Вологодской области.
Входит в состав Богородского сельского поселения, с точки зрения административно-территориального деления — в Богородский сельсовет.
Расстояние по автодороге до районного центра Устья — 53 км, до центра муниципального образования Богородского — 3 км. Ближайшие населённые пункты — Залесье, Сидоровская, Ермолинская, Вороново, Спиченская, Носарево.
По переписи 2002 года население — 3 человека.